# 胡珀斯克里克 (北卡羅萊納州)
胡珀斯克里克（英語：Hoopers Creek）是位於美國北卡羅萊納州亨德森縣的普查規定居民點。

## 人口
根據2020年美國人口普查的數據，胡珀斯克里克的面積為18.01平方千米，當中陸地面積為17.98平方千米，而水域面積為0.03平方千米。當地共有人口1074人，而人口密度為每平方千米59.63人。